# Diecezja Mayagüez
Diecezja Mayagüez (łac. Dioecesis Maiaguezensis, hiszp. Diócesis de Mayagüez) – rzymskokatolicka diecezja ze stolicą w Mayagüez, w Portoryko.
Diecezja podlega pod archidiecezję San Juan de Puerto Rico.

## Historia
- 1 marca 1976 powołanie rzymskokatolickiej diecezji Mayagüez

## Biskupi Mayagüez
- Ulises Aurelio Casiano Vargas (4 marca 1976 - 6 lipca 2011)
- Álvaro Corrada del Rio SJ (6 lipca 2011 - 9 maja 2020)
- Ángel Luis Ríos Matos (od 2020)